# Mariano González de Sepúlveda
Mariano González de Sepúlveda Salazar (Madrid, 8 de septiembre de 1774-Madrid, 11 de enero de 1842) fue un grabador español.

## Biografía
Nació en Madrid, en el seno de una familia distinguida. Su padre, Pedro, era grabador general de la moneda. Su madre, oriunda de Vitoria, se llamaba Teodora Salazar. Se formó en ese arte con él y también como alumno de la Academia de San Fernando, donde, a los 19 años, se le concedió el premio de grabado de medallas. Más tarde, poco después de haber cumplido los 20, se le confirió el título de académico de mérito de esa institución.
Patrocinado por Manuel Godoy, el Gobierno le concedió una pensión en 1797 para mudarse a París con el objetivo de perfeccionar sus habilidades. Residió en la capital francesa durante seis años, donde fue discípulo de Jean Pierre Droz. Regresó a España en 1803 y fue nombrado grabador general y honorario de cámara del rey, cargo desde el que llevó a cabo un gran número de trabajos, desde la acuñación de moneda hasta la construcción de diferentes timbres en seco; fue él quien introdujo estos últimos en España.
Entre sus obras se cuentan una medalla con los bustos de Carlos IV y María Luisa de Parma, otra dedicada a la reina de Etruria, los sellos del Almirantazgo, las estampillas, la firma y los primeros sellos de Fernando VII, la moneda de su proclamación y otra del mismo soberano acuñada en virola en 1833. Fueron suyos, asimismo, todos los punzones y matrices de la moneda española de José Bonaparte y las del reinado de Isabel II, las dos medallas y sus reversos para los premios de las exposiciones de la industria española y del conservatorio de música, así como el modelo en cera y los vaciados en yeso de una medalla que representaba a Josué a los pies del ángel por la que la Academia de San Fernando lo galardonó en 1793.
Fue también maestro de varios discípulos. Contrajo matrimonio con Bibiana Siles Michel, que estaba emparentada con el escultor Roberto Michel, y tuvo dos hijas con ella. Falleció el 11 de enero de 1842, a los 68 años.